# Јован Кушчник
Преподобни Јован Кушчник је хришћански светитељ.
Рођен је у Цариграду у време цара Лава I. Од родитеља богатих и знаменитих. Био је једино дете у својих родитеља. Повучен наклоношћу за духовним животом млади Јован одбеже тајно с једним монахом у неки манастир у Малој Азији. У том манастиру он проведе шест година у превеликом уздржању, молитви и послушности према игуману. Тад навали на њега ђаво с кушањем, да би требало да остави манастир и да се врати својим родитељима, те да живи код њих као племић. Он се, заиста, врати у дом својих родитеља, обучен као просјак, виде своје родитеље но не хтеде да им се јавља као син њихов, него као просјак настани се у дворишту њиховом, живећи такорећи од мрва, које му слуге добациваху, и трпећи много поруга од свакога. Три године поживе он тако све молећи се Богу, да Бог спасе душе оца његовог и мајке. Када се разболи и осети приближење смрти, он се јави родитељима својим, који га познаше по једном скупоценом јеванђељу, које му они у детињству беху даривали и које он чуваше код себе као сву имовину своју. Умро је око 450. године.
Српска православна црква слави га 15. јануара по црквеном, а 28. јануара по грегоријанском календару.